# チュウガタスジシマドジョウ
チュウガタスジシマドジョウ（中型條縞泥鰌、Cobitis striata striata ）は、日本固有のシマドジョウの一種。ナミスジシマドジョウの3亜種の1つ。以前はスジシマドジョウ中型種瀬戸内型と呼ばれていたもの。タイプ産地は香川県高松市であるが、その標本は現在も行方不明である。別名はタテジマドジョウ。

## 分布
本州の瀬戸内海流入河川（和歌山県の北部・奈良県北西部・京都府南部・大阪府・兵庫県南部・岡山県南部・広島県・山口県南東部）と日本海流入河川の一部（島根県中部、京都府）、四国の瀬戸内海流入河川（重信川水系以東の愛媛県・桑野川水系以北の徳島県・香川県）、九州の瀬戸内海流入河川（長狭川水系から城井川水系の福岡県、中津平野の大分県）（ただし、大分県内では絶滅した可能性がある）。

## 形態
全長6-9cm。第2口髭の長さは眼径と同程度。骨質盤は円形。尾鰭の模様は2-4列の明瞭な弓状の横帯をもつ。胸鰭第1分枝軟条の上片は細い。体側に3-5列の横帯があり、点列になることもある。特に2列の横帯が目立つ。また、繁殖期の雄はより太く明瞭になり、同時に体側斑紋の腹側から2つ目の横帯は胸鰭腹鰭間筋節数は13-14。卵黄径は1.0mm。尾鰭の黒点は上が明瞭。

## 生態
河川中・下流や付随する農業用水路に生息し、岸部に植生がある、流れが緩やかな砂泥底の場所を好む。繁殖期は5-7月頃で、水温が高い河川敷の湿地や小溝に移動して夜間に産卵する。2年以上生きる。デトリタスや底生小動物を食す。

## 地方名
- 岡山県　ヤナギドジョウ、スナドジョウ（混称）
- 山口県　スナムグリ（混称）
- 四国各地　ササドジョウ（混称）、カワドジョウ（混称）[3]

## 保全状況
河川改修による砂底などの生息場の減少、産卵場の消失や移動阻害などによって個体数が減少している。
絶滅危惧Ⅱ類に指定されている。
絶滅危惧II類 (VU)（環境省レッドリスト）
（レッドリスト）